# أندرو مارشال (لاعب غولف)
أندرو مارشال (بالإنجليزية: Andrew Marshall)‏ هو لاعب غولف بريطاني، ولد في 24 أغسطس 1973 في Dereham ‏ في المملكة المتحدة.

## وصلات خارجية
- الموقع الرسمي
- أندرو مارشال على موقع رابطة أوروبا للاعبي الغولف المحترفين (الإنجليزية)
- أندرو مارشال على موقع التصنيف العالمي الرسمي للغولف (الإنجليزية)